# 2019-es Formula–E Sanya nagydíj
A 2019-es Sanya nagydíjat március 23-án rendezték. Ez volt a 6. verseny a szezonban. A győztes a tavalyi bajnok Jean-Éric Vergne, aki az elhunyt versenyigazgatónak, Charlie Whiting-nak ajánlotta győzelmét,  a második az első rajthelyről induló Oliver Rowland, míg a harmadik a szezon első versenyét megnyerő António Félix da Costa lett.

## Időmérő
| Helyezés | Rajtszám | Versenyző              | Csapat                    | Idő        | Különbség  |
| -------- | -------- | ---------------------- | ------------------------- | ---------- | ---------- |
| 1        | 22       | Oliver Rowland         | Nissan e.dams             | 1:07,945   | -          |
| 2        | 25       | Jean-Éric Vergne       | DS Techeetah              | 1:08,045   | +0,100     |
| 3        | 28       | António Félix da Costa | BMW i Andretti Motorsport | 1:08,122   | +0,177     |
| 4        | 66       | Daniel Abt             | Audi Sport ABT Schaffler  | 1:08,331   | +0,386     |
| 5        | 27       | Alexander Sims         | BMW i Andretti Motorsport | Idő nélkül | Idő nélkül |
| 6        | 23       | Sébastien Buemi        | Nissan e.dams             | 1:07.670   | -          |
| 7        | 36       | André Lotterer         | DS Techeetah              | 1:08,371   | +0,701     |
| 8        | 64       | Jérôme d'Ambrosio      | Mahindra Racing           | 1:08,372   | +0,702     |
| 9        | 94       | Pascal Wehrlein        | Mahindra Racing           | 1:08,455   | +0,785     |
| 10       | 11       | Lucas Di Grassi        | Audi Sport ABT Schaffler  | 1:08.468   | +0.798     |
| 11       | 48       | Edoardo Mortara        | Venturi                   | 1:08,504   | +0,834     |
| 12       | 4        | Robin Frijns           | Envision Virgin Racing    | 1:08,546   | +0,876     |
| 13       | 5        | Stoffel Vandoorne      | HWA Racelab               | 1:08,560   | +0,890     |
| 14       | 7        | José María López       | Geox Dragon Racing        | 1:08,568   | +0,898     |
| 15       | 19       | Felipe Massa           | Venturi                   | 1:08,585   | +0,915     |
| 16       | 2        | Sam Bird               | Envision Virgin Racing    | 1:08,641   | +0,971     |
| 17       | 8        | Tom Dillmann           | NIO Formula E Team        | 1:08,800   | +1,130     |
| 18       | 6        | Felipe Nasr            | Geox Dragon Racing        | 1:08,823   | +1,153     |
| 19       | 16       | Oliver Turvey          | NIO Formula E Team        | 1:08,923   | +1,253     |
| 20       | 20       | Mitch Evans            | Panasonic Jaguar Racing   | 1:08,955   | +1,285     |
| 21       | 17       | Gary Paffett           | HWA Racelab               | 1:09,072   | +1,402     |
| 22       | 3        | Nelson Piquet Jr.      | Panasonic Jaguar Racing   | 1:09,399   | +1,729     |

Megjegyzések:

## Futam
| # | Rajtszám | Versenyző              | Csapat                    |
| - | -------- | ---------------------- | ------------------------- |
| 1 | 28       | António Félix da Costa | BMW i Andretti Motorsport |
| 2 | 66       | Daniel Abt             | Audi Sport ABT Sportsline |
| 3 | 11       | Lucas di Grassi        | Audi Sport ABT Sportsline |
| 4 | 23       | Sébastien Buemi        | Nissan e.dams             |
| 5 | 5        | Stoffel Vandoorne      | HWA Racelab               |

### Futam
| Helyezés | Rajtszám | Versenyző              | Csapat                    | Kör | Idő/Kiesés oka | Rajthely | Pont |
| -------- | -------- | ---------------------- | ------------------------- | --- | -------------- | -------- | ---- |
| 1        | 25       | Jean-Éric Vergne       | DS Techeetah              | 36  | 1:02:50,185    | 2        | 26   |
| 2        | 22       | Oliver Rowland         | Nissan e.dams             | 36  | +1,762         | 1        | 21   |
| 3        | 28       | António Félix da Costa | BMW i Andretti Motorsport | 36  | +3,268         | 3        | 15   |
| 4        | 36       | André Lotterer         | DS Techeetah              | 36  | +4,631         | 7        | 12   |
| 5        | 66       | Daniel Abt             | Audi Sport ABT Schaffler  | 36  | +5,972         | 4        | 10   |
| 6        | 64       | Jérôme d'Ambrosio      | Mahindra Racing           | 36  | +17,340        | 8        | 8    |
| 7        | 94       | Pascal Wehrlein        | Mahindra Racing           | 36  | +18,367        | 9        | 6    |
| 8        | 23       | Sébastien Buemi        | Nissan e.dams             | 36  | +19,405        | 6        | 4    |
| 9        | 20       | Mitch Evans            | Panasonic Jaguar Racing   | 36  | +20,646        | 20       | 2    |
| 10       | 19       | Felipe Massa           | Venturi                   | 36  | +27,739        | 15       | 1    |
| 11       | 16       | Oliver Turvey          | NIO Formula E Team        | 36  | +31,453        | 19       |      |
| 12       | 8        | Tom Dillmann           | NIO Formula E Team        | 36  | +32,654        | 17       |      |
| 13       | 48       | Edoardo Mortara        | Venturi                   | 36  | +38,208        | 11       |      |
| 14       | 4        | Robin Frijns           | Envision Virgin Racing    | 35  | +1 kör         | 12       |      |
| 15       | 11       | Lucas di Grassi        | Audi Sport ABT Schaffler  | 34  | +2 kör         | 10       |      |
| Ki       | 3        | Nelson Piquet Jr.      | Panasonic Jaguar Racing   | 21  | Baleset        | 22       |      |
| Ki       | 27       | Alexander Sims         | BMW i Andretti Motorsport | 20  | Balesert       | 5        |      |
| Ki       | 17       | Gary Paffett           | HWA Racelab               | 13  | Kardántengely  | 21       |      |
| Ki       | 7        | José María López       | Geox Dragon Racing        | 10  | Erőforrás      | 14       |      |
| Ki       | 5        | Stoffel Vandoorne      | HWA Racelab               | 1   | Baleset        | 13       |      |
| Ki       | 2        | Sam Bird               | Envision Virgin Racing    | 1   | Baleset        | 16       |      |
| Ki       | 6        | Felipe Nasr            | Geox Dragon Racing        | 1   | Műszaki hiba   | 18       |      |

Megjegyzések:

## A világbajnokság állása a verseny után
(Teljes táblázat)
| H  | Versenyzők             | Pont | H  | Konstruktőrök             | Pont |
| -- | ---------------------- | ---- | -- | ------------------------- | ---- |
| 1. | António Félix da Costa | 62   | 1. | Envision Virgin Racing    | 97   |
| 2. | Jérôme d’Ambrosio      | 61   | 2. | Mahindra Racing           | 97   |
| 3. | Jean-Éric Vergne       | 54   | 3. | Audi Sport ABT Schaffler  | 96   |
| 4. | Sam Bird               | 54   | 4. | DS Techeetah              | 95   |
| 5. | Lucas di Grassi        | 52   | 5. | BMW i Andretti Motorsport | 80   |

- Jegyzet: Csak az első 5 helyezett van feltüntetve mindkét táblázatban.